# E편한세상 금빛 그랑메종
e편한세상 금빛 그랑메종(e-Pyeonhansesang Geumbit Grand Maison)은 DL이앤씨가 경기도 성남시 중원구 금광동에 지은 아파트로, 금광1구역 주택재개발사업으로 들어섰다. 이 건축물은 2022년 11월 30일부터 입주가 시작되었다.

## 주요 특징
높이는 최고 지상 29층이며, 39개동 5,320세대의 규모로 구성되어 있다.